# Heliotropium arenitense
Heliotropium arenitense är en strävbladig växtart som beskrevs av Lyndley Alan Craven. Heliotropium arenitense ingår i Heliotropsläktet som ingår i familjen strävbladiga växter. Inga underarter finns listade i Catalogue of Life.